# Motatau

La ville de Motatau or Mōtatau est une localité de la région du  Northland dans l’île du Nord de la Nouvelle-Zélande.

## Situation
La ville de Maromaku est situé à l’est de la ville de Motatau.
Le cours d’eau de ‘ Taikirau Stream’ s’écoule à partir de l’est à travers la ville de Motatau et ensuite court vers le nord-ouest pour rejoindre la rivière Waiharakeke Stream’,.

## Toponymie
Le nom est un mot en langue Māori pour "parler à soi-même" .

## Installations
Motatau possède deux marae.
- Le Marae « Mōtatau » et la maison de rencontre «Manu Koroki» sont le lieu de rassemblement pour les Ngāpuhi du hapū des Ngāti Hine (en) et des Ngāti Te Tāwera (en).
- Le Marae « Matawaia » et la maison de rencontre « Rangimarie » sont le lieu de rassemblement du hapū des Ngāpuhi des Ngāti Hine (en), desNgāti Ngāherehere (en) et des Te Kau i Mua (en)[4] ,[5].

## Éducation
- l’école de « Motatau School »  est une école primaire mixte avec un taux de décile 3, allant de l’année 1 à 8. Elle a un effectif de 28 élèves[6].